# نائب ميامي (أغنية غيمس)
نائب ميامي (بالفرنسية: Miami Vice)‏ وهي إصدار منفرد لمغني الراب الكونغولي غيمس، تم إصدارها في 15 مارس 2019 وهي إصدار منفرد لألبومه الثالث الحزام الأسود.

## التصنيف والشهادات

### التصنيف الأسبوعي
| التصنيف                                                     | أفضل مرتبة |
| ----------------------------------------------------------- | ---------- |
| تصنيف الألبومات البلجيكية (أولتراتوب فلاندرز)               | 37         |
| تصنيف الألبومات البلجيكية (أولتراتوب فلاندرز)               | 32         |
| تصنيف الألبومات البلجيكية (أولتراتوب فلاندرز)               | 9          |
| تصنيف الألبومات الفرنسية (الاتحاد الوطني للنشر الفونوغرافي) | 39         |
| تصنيف الألبومات الفرنسية (الاتحاد الوطني للنشر الفونوغرافي) | 9          |
| تصنيف الألبومات الفرنسية (الاتحاد الوطني للنشر الفونوغرافي) | 44         |
| تصنيف الألبومات الفرنسية (الاتحاد الوطني للنشر الفونوغرافي) | 5          |
| تصنيف الألبومات السويسرية (هيت باراد سويسرا)                | 83         |
| تصنيف الألبومات السويسرية (هيت باراد سويسرا)                | 9          |

### الشهادات
| الدولة | المنظمة                          | أفضل مرتبة        |
| ------ | -------------------------------- | ----------------- |
| فرنسا  | الاتحاد الوطني للنشر الفونوغرافي | الأسطوانة الذهبية |